# Битка код Велестина
Битка код Велестина састојала се од две одвојене борбе, које су се одиграле од 27. априла–30. априла 1897. и 5. маја–6. маја 1897. између грчке и османске војске код Велестина у Тесалији, као део грчко-турског рата 1897.
Превој Велестин је контролисао друмске и железничке линије које су повезивале лучки град Волос са унутрашњостима Тесалијске равнице. Како се грчка војска повлачила од Ларисе до Фарсале, појачана бригада под командом пуковника Константиноса Смоленскиса послата је да заузме превој и покрије Волос и десно од новог грчког положаја. У исто време, османска врховна команда је послала мешовите снаге коњице и пешадије у истом правцу да заузме Волос. Први грчки одреди стигли су у то подручје ујутру 27. априла, неколико сати испред Османлија, и заузели висове око Велестина. Као резултат тога, дошло је до првог сукоба исте вечери када су прве османске снаге стигле у то подручје. Османлије су одбијене и повучене су у Килелер, док је највећи део грчке команде стигао током ноћи и заузео одбрамбене положаје следећег дана, док су Османлије остали неактивни.
Османске снаге су наставиле напад 29. априла, углавном доласком пуковника Махмуда Мухтара као представника османског главнокомандујућег по налогу Едхем-паше. Османске снаге напредовале су до грчких положаја планирајући да концентришу напад на грчку десницу, али у случају да је напредовање османске левице под Наим-пашом одложено, док је на османској десници Махмуд Мухтар кренуо у нападе на грчку левицу. Као резултат тога, османски команданти су променили своје планове да се фокусирају на грчку левицу, планирајући да следећег дана заобиђу грчке положаје. Међутим, и маневар са бока, као и фронтални пешадијски напади и покушаји да масовном коњичком јуришом продру у грчке линије нису успели 30. априла, како због грчког отпора, тако и због лоше координације међу османским јединицама. Као резултат тога, Османлије су прекинуле напад и повукле се. Едхем-паша је повукао коњицу из битке да се опорави и заменио је 5. пешадијском дивизијом. Прва битка код Велестина је била грчка победа; једини велики успех на бојном пољу за грчку војску током рата, који је Смоленскиса довео до статуса националног хероја.
Друга битка код Велестина почела је 5. маја, да би се поклопила са битком код Фарсале између главног дела османске војске и већине грчких снага. Османлије су још једном покушале да окрену грчки леви бок, али активни грчки отпор их је осујетио. Следећег дана, међутим, османски напад на истој области био је успешнији, јер овога пута Грци нису били у могућности да доведу довољно појачања да се супротставе маневру са бока. Османски успех приморао је пуковника Смоленскиса да нареди повлачење. Пошто Османлије нису искористиле свој успех, грчке снаге су могле да се неометано повуку до Алмироса, где су остале све док главна грчка војска није поражена у бици код Домокоса.

## Историја
После грчких пораза у биткама на граници, снаге тесалске војске биле су принуђене да се повуку у Ларису, али је избила паника и повлачење се изродило у хаос током ноћи 11. на 12. април. Ово је приморало грчког врховног команданта, престолонаследника Константина, да одустане од сваке идеје о одбрани линије реке Пиниос и да се повуче даље до Фарсале. Грчко повлачење је било несређено, остављајући за собом велике количине материјала. Османлије су оклевале, изгубивши прилику да униште грчку војску или заузму лучки град Волос. Ово је Грцима дало времена да се прегрупишу и организују одбрамбени положај код Фарсале и да одатле пошаљу снаге да покрију прилазе Волосу код Велестина.
Велестино је мали град који се налази у југозападној Тесалији. Његов стратешки значај лежи у његовом географском положају на прелазу између планина Халкодонион–Карада на западу и западног огранка планине Пилион на истоку, кроз који пролази путна и железничка линија која повезује Пагастеички залив и луку Волос у унутрашњост Тесалијске равнице и Ларису. Железничка пруга од Волоса се такође гранала до Фарсале, и стога је била од виталног значаја за снабдевање грчке војске код Фарсале морским путем, пошто је копнени пут преко Ламије био отежан због недостатка транспортних средстава.

### Прва борба
Дана 26. априла, основана је "мешовита бригада" која је заузела положај код Велестина. Формирана је око 3. бригаде (7. и 8. пешадијски пук) којом је командовао пуковник Константинос Смоленскис, уз додатак 6. евзонског батаљона, батаљона брдске артиљерије, инжењеријске чете из 2. инжињеријског батаљона и коњичке чете. Два дана касније придодата јој је и пољска артиљеријска батерија из 2. артиљеријског пука. Због несташице железничких вагона, највећи део ове снаге се из Фарсале у Велестино кретао пешке. Железницом су послате само евзонски батаљон, инжењеријска чета и пешадијска чета 3. батаљона 7. пука  који су 27. априла стигли у Велестино у 11 часова. Тамо су успоставили одбрамбени положај око железничке станице Велестино и распоредили чету да покрију шуме на истоку, у близини рачвања железничке пруге од Ларисе до Волоса и Фарсале. Артиљерија и коњица су стигли следеће, око 15 часова, а остатак трупа је пратио пешице. Тек пред крај дана пронађени су возови за превоз 3. батаљона 8. пука, пешадијске чете и самог пуковника Смоленскиса у то подручје.
На османској страни, главнокомандујући Едхем-паша, послао је мешовите снаге да заузму Волос, пошто су Османлије добили информацију да овај други град држи само 200 људи. Снаге, под командом Сулејман-паше, биле су састављене од 13. и 14. коњичког пука плус три чете 6. царског коњичког гардијског пука (укупно 12 чета), батерије коњске артиљерије и 3. бурског пука 5. пешадијске дивизије. Кренувши из Ларисе у 10:00 27. априла, кренули су преко Герлија и његова коњичка претходница стигла је у област Велестина у 17:30 27. априла, када су прешли мост Ризомилос.
Грчке снаге у Велестину, које су и саме стигле неколико сати раније, постале су свесне османског присуства тек у 17:00. Одмах је 6. евзонски батаљон, заједно са осталим јединицама на терену, распоредио своје снаге: две чете су кренуле у правцу османског напредовања, две друге су кренуле да заузму позиције, а друга чета је покривала артиљерију, која је заузео положај око железничке станице. Две коњичке ескадроне су добиле наређење да крену у напад против османског напредовања. У 17:30, док су Османлије прелазиле мост Ризомилос и њихова водећа коњичка чета се приближавала Велестину, Евзони су отворили ватру.
Не знајући за величину противничких снага, Сулејман-паша је одлучио да се силом пробије, и послао је три коњичке чете да заузму железничку станицу. Суочен са јаким отпором, Сулејман-паша је сада употребио сопствену артиљерију на око километар северно од моста Ризомилос и распоредио целу своју дивизију: три чете су требале да наставе напад на железничку станицу, док је осталих седам требало да напредују ка Волосу. Свака од две групе била је подељена у три ешалона, први у отвореном поретку, а други и трећи у тесном поретку. Ватрени обрачун је настављен до 18:30, када су грчке снаге кренуле у контранапад у правцу моста Ризомилос. Са леђима окренутим потоку Ризомилос, Сулејман-пашине снаге су биле у опасности да буду одсечене ако мост буде заузет. Погрешно проценивши да су грчке снаге много веће него што су биле, османски командант је наредио повлачење, прво у Герли, а затим, заједно са пуком Бурса, у Килелер.
Упркос повлачењу Османлија, у грчкој позадини прошириле су се гласине да су висови око Велестина заузети и да ће грчке снаге ускоро бити опкољене. То је довело до случајева панике, спорадичних дивљих пуцњава и дезертерства. Цео артиљеријски батаљон се повукао у Волос, а за њим су ишла два вода коњице, и неколико Евзона и пешака. И 2. чета 2. коњичког пука полетела је ка Алмиросу, ширећи панику; пољске болнице су такође побегле у Волос, док су сељаци кочијаши ангажовани да носе залихе за трупе једноставно су напустили своја кола и побегли. Када је Смоленскис стигао у оближње село Аерино после ноћи, особље локалне железничке станице га је обавестило о гласинама да су Велестино заузели Османлије. Ипак, ишао је пешке према Велестину са главнином своје бригаде, која је почела да пристиже; али не знајући за терен и због касних сати, након контакта са јединицама 8. пука, и он и његови људи провели су ноћ на висовима југозападно од Велестина. Следећег јутра, Смоленскис се бавио постављањем својих трупа у одбрамбени положај и покушајима да поврати дисциплину и морал. Његови захтеви грчком штабу да му се дозволи стрељање дезертера на лицу места су одбијени, али је његов долазак смирио живце и успоставио ред у грчким јединицама.
Османски главнокомандујући Едхем-паша је послао једног од команданата бригаде 5. дивизије, Наим-пашу, да преузме команду над операцијом, а послао је још један пешадијски пук и батерију брдске артиљерије. Стигавши у Килелер око поднева 28. априла, Наим-паша је у 13.30 часова послао две коњичке чете ка Велестину у извиђање, док су пола сата касније његове главне снаге, које су чиниле читаву његову пешадијску бригаду и Сулејман-пашину коњичку дивизију, следиле и улогориле се код Герлија. Осим извиђачких активности и паљења села Ризомилос, османске снаге су тог дана мировале. Коњички одреди су се вратили увече, јављајући да пролаз држи неколико грчких батаљона и артиљерије. Међутим, Едхем-паша се у међувремену забринуо због неактивности Наим-паше, па је у раним сатима 29. послао једног од својих штабних официра, коњичког пуковника Махмуда Мухтара, да испита ситуацију на терену и предузме све потребне мере.
Након његовог доласка у Герли око поднева 29. априла, Махмуд Мухтар је позвао Наим-пашу и Сулејман-пашу да нападну пре него што Грци имају довољно времена да успоставе јака утврђења; такође је истакао да се остатак османске војске у исто време спремао да напредује на Фарсалу и да грчке снаге које им се супротстављају нису биле тако јаке као што су мислили. Махмуд Мухтар је тежио да се пробије Велестински положај, али Османлије су и даље биле спутане недостатком јединствене команде: Наим-паша, који је надмашио Махмуд Мухтара, занемарио је његов савет и показао се као "тежак" и неодлучан командант.
Османски команданти су разрадили план напада у две колоне. Сулејман-паша је стављен на чело десне (западне) колоне, иако је њен дефакто командант био пуковник Махмуд Мухтар, који је ступио у колону наводно као веза главног команданта. Састојао се од пешадијских батаљона Бурса, Орханели и Билечик, батерије коњске артиљерије и 7 коњичких чета (по три из 6. гардијског и 13. коњичког пука) и требало је да делује као диверзија, док би главни напад био на челу са Наим-пашом на левом (источном) крилу дуж пута за Волос, против грчког центра и десно. У колони Наим-паше били су батаљони Адапазари, Елмали, Чакирча и Тузџа и две чете из Михалићког батаљона, 14. коњички пук и једна пољска артиљеријска батерија.
На грчкој страни, снаге под командом Смоленскиса су 29. априла бројале 6 пешадијских чета на подножју брда Малоука, западно од Велестина, са артиљеријском батеријом на висини Панагиона. Један батаљон је заузео низину пре самог превоја, између железничке станице Велестино и висоравни Овриас Гала на североистоку, код моста Ризомила. Други пешадијски батаљон, са артиљеријском батеријом, постављен је на висоравни Пилаф Тепе. Два батаљона (без чете упућене у Волос) остала су у Велестину као резерва. Грчке трупе су копале ровове и теренске радове пре својих положаја.
Османлије су започеле марш у 14:00, а грчки извиђачи су их открили сат времена касније, када су се османски војнички одреди приближили селу Конијари (савремени Хлои) испред грчке леве стране. Око 16 часова, Сулејман-пашине трупе су заузеле висове око Конијарија, и отпочеле ватру на грчке положаје. После отприлике пола сата, Махмуд Мухтар је одмерио грчку снагу, коју је проценио на 3–4 батаљона са брдском артиљеријом, и с обзиром на бројчану надмоћ османских снага, одлучио је да крене у свеобухватни напад. Пре него што је издао ово наређење, морао је да координише са Наим-пашином колоном, и кренуо је да се састане са њим код Ризомила, да би открио да се колона потоњег полако кретала и да још није стигла до планираних положаја. Тек око 17 часова водећи елементи Наим-пашине колоне стигли су на мост Ризомилос, а главнина их је пратила пола сата иза. Наим-паша је кренуо у напад на грчке положаје код Овриас Гала у 18:00, али је одбијен, а ноћ је обуставила све даље операције.
Како је Колмар фон дер Голц пренео, Махмуд Мухтар је предложио ноћни напад на грчку левицу у 03:00, али до тога опет није дошло јер додатни батаљон који је Наим-паша обећао за ову операцију није стигао на време. Са пребацивањем трупа и фокусом на њихову десну страну, Османлије су преокренуле свој првобитни план и уложиле своје главне напоре против грчке левог крила.
На грчкој страни, пуковник Смоленскис је затражио од престолонаследника Константина хитно појачање, и исте ноћи добио је железницом 4/2 пољске артиљеријске батерије, која је заузела положај у близини железничке станице, и 4. батаљон Евзоне, који је заузео положаје код Ајвалија да покрије леви бок. Као резултат тога, до следећег јутра, висови брда Малоука на грчкој левој страни бранили су еквивалент два пуна батаљона и две брдске батерије, док су положаји на територији између железничке станице и висоравни Овриас Гала такође ојачани на шест чета, остављајући 7 чета 8. пука у резерви. Десно, Овриас Гала је држало шест чета: 6. батаљон Евзоне, минус чета која је покрила село Капоурна заједно са четом из 7 батаљона. Инжињеријска чета је постављена на висовима Латоми источно од железничке станице Велестино, док је последња чета 7 батаљона издвојена за одржавање реда у Волосу.
Османски напад је почео у зору 30. априла, када је Наим-пашина колона напала висове Овриас Гала и Пилаф Тепе, уз подршку батерије у Ризомилосу. Османске снаге које су нападале, одбијене су и код Овриас Гала и испред Велестина. У помоћ Грцима је дошла пољска батерија, која је у 9 часова заузела положај код железничке станице. Код висоравни Овриас Гала, командант грчког батаљона 7, мајор Копсидас, кренуо је у контранапад са две чете на османске резерве, бацивши их у панику и растуривши их, све док им један османски батаљон и коњичка чета нису дошли у помоћ и напали лево крило Грка. На крају, грчка колона се око поднева повукла у своје ровове пре железничке станице. Османлије су тада са батаљоном кренуле у напад на вис Мегавуни, али је напад одбијен у 17 часова. Исто тако, у центру, поновљени покушаји батаљона Адапазари и две чете из Михалић батаљона да иселе грчке браниоце из шуме северно од Велестина, нису успели. У 11:30 једна грчка чета је покушала да крене у контранапад, али је такође одбијена.
Са османске десне стране, Махмуд Мухтар је напустио батаљон Бурсе са батеријом коњске артиљерије да би напао лево грчко крило, док је лично предводио шест пешадијских чета из батаљона Орханели и Билечик на маневар широког бока око планине Карада у позадину грчке леве позиције. Две пешадијске чете Билечичког батаљона и седам коњичких чета задржане су као резерва за искоришћавање сваког успеха.
До поднева, маневарски елемент Махмуда Мухтара још увек није довољно напредовао, спутан тешким тереном и осујећен реакцијом команданта 7. батаљона, мајора Николаоса Деместихаса, који је постепено слао чете да прошире грчки леви бок до запада и да заузимају кључне висине пре доласка Турака. У исто време, Наим-паша је постајао све забринутији за ситуацију својих снага, које су већ седам сати биле ангажоване без успеха, и молио је своје колеге команданте да изврше већи притисак на сопственом фронту. Лоша ситуација на Наим-пашином фронту погоршана је неспособним распоредом његових снага: супротно савету Махмуда Мухтара, он је испружио читаву своју снагу на фронту од 8 километара широког фронта, без задржавања резерве. Као резултат тога, Махмуд Мухтар и Сулејман-паша су одлучили да крену у фронтални напад на грчку левицу у Карадагу са пешадијом коју су држали у резерви, а седам коњичких чета, 300 људи под Ибрахим-бегом, добило је упутство да буде у приправности да интервенише код „погодан тренутак“. Османска пешадија је брзо заузела прву грчку линију, док су се Грци повукли на свој други, главни одбрамбени положај. Ибрахим бег је послао официра на линију фронта да одреди „погодан тренутак“ и да знак коњици за напад; официр је то учинио у том тренутку, када је било очигледно прерано, пошто линија грчке пешадије још није била пробијена.
У 13:00 часова, османска коњица је почела да се креће на положај за напад: први ешалон од две чете под командом пуковника Махмуда Мухтара добио је задатак да продре на грчке положаје на западним падинама висине Панагиона; Ибрахим бег је предводио други ешалон од три чете лево и позади прве, да му помогне у пробоју; а трећи ешалон од две чете пратио је десно и позади као резервни састав. Док је први ешалон Махмуда Мухтара успешно стигао до падина Панагиона и скренуо на југ како је планирано, други ешалон је промашио скретање и наставио напредовање ка истоку. Када је Ибрахим-бег то схватио, било је прекасно: ако би покушао да се окрене на југ, његови људи би претрпели тешке губитке укорењеним Грцима на његовом боку. Тако је наредио свом трубачу да сигнализира повлачење на север. Трећи ешалон је следио њихов пример, враћајући се на позиције са којих је кренуо. Ово је оставило први ешалон Махмуда Мухтара, који је већ јурио против грчких ровова западно од Панагиона, сам и без икакве подршке. Османски напад је стигао до грчких ровова, а неки од коњаника су се борили сабљама или су сјахали да пуцају на Грке који су се бранили; на крају су Османлије биле принуђене на повлачење јаком ватром добро укопане пешадије.
Отприлике у исто време, у 13:30, батаљон Бурса је напао другу грчку линију на Карадагу, коју је бранио 7. батаљон. До 15 часова, османске трупе су се нашле одвојене од својих другова у шест чета са бока једним ровом који су још увек држали Грци. Грци су, уз добру артиљеријску подршку, успели да натерају Османлије да се повуку, остављајући за собом два артиљеријска оруђа. У међувремену, шест заобилазних компанија покренуло је пет узастопних покушаја да пробију или заобиђу грчке позиције, али безуспешно. У 16:30, 2. чета грчког 7. батаљона је кренула у жесток контранапад који их је приморао назад, остављајући 40 мртвих. Са нетакнутим грчким положајима, у 16:30 Наим паша и Махмуд Мухтар наредили су својим снагама да се повуку ка Герлију. До 18:00, када је османско повлачење било у пуној снази, ватра је престала.
Иако је тај дан био успешан за Грке, грчки команданти, посвећени доктрини пасивне одбране, потпуно нису успели да искористе свој успех покретањем потере против напетих османских снага, иако су располагали дупло више пешадије. Губици две стране током прве битке код Велестина износили су 138 погинулих и 254 рањених за Османлије, а 28 погинулих и 142 рањених за Грке.

### Друга борба
Смоленскис је очекивао да ће Османлије покушати поново следећег дана, и стога је затражио и добио муницију и појачање у виду 1. самосталног пешадијског батаљона и три спуштене коњичке чете, које су стигле 3. маја.
Са османске стране, Махмуд Мухтар се лично јавио Едхем-паши 1. маја и изразио мишљење да је главнина грчке војске код Велестина, препоручивши хитан напад већим снагама. Едхем-паша се није сложио, опозвао је јединице коњичке дивизије у Ларису и уместо тога послао остатак 5. дивизије, под Хаки-пашом, да заузме одбрамбени положај код Герлија. У припреми за обнову напада, дивизија је током наредних дана појачана на укупно 17 батаљона, 4 коњичке чете и 4 артиљеријске батерије, укупно 8.500 пешака, 24 оруђа и 160 коњаника. Улога која је додељена 5. дивизији била је да задржи грчке снаге код Велестина на месту, како не би могле да притекну у помоћ остатку грчке војске, која се суочила са главним османским нападом око Фарсале.
Мешовита бригада Смоленскиса је до 5. маја бројала 11 батаљона (7. и 8. пешадијски пук, 1. самостални, 6. евзонски), инжењеријску чету, три распуштене и једну коњичку чету и три артиљеријске батерије. У оближњем селу Ајвали, иако није стављен под команду Смоленскиса до јутра 6. маја, налазио се 4. батаљон Евзоне и мешовита саперско-ватрогасна чета. Укупно су грчке снаге бројале 10.228 пешака, 150 коњаника и 18 топова. Грчки распореди нису се много променили од 30. априла, осим што је Смоленскис именовао команданта 8. пука, пуковника Николаоса Гианникостаса, да командује његовим десним крилом, док је командант 7. пука потпуковник Стилијанос Реглис преузео команду над левим крилом. Дана 5. маја ујутро, османска 5. дивизија је у четири колоне почела да се креће ка Велестину. Њена крајња десна (западна) колона, са 2. пешадијским пуком и једном брдском артиљеријском четом, ишла је напред, како би ангажовала грчку леву страну и спречила је могуће грчко повлачење према Фарсали. Колона је поново требало да покуша бочни маневар око Карадага који је покушан 30. априла. Централна колона, која се састојала од јако ојачаног 3. пука (шест батаљона) и три артиљеријске чете, требало је да нападне висове директно западно од Велестина, док је 4. пук формирао леву колону и кренуо ка висоравни Овриас Гали. Коњица је формирала засебну колону између централне и десне колоне, док је један пешадијски пук остао код Герлија као резерва. Укупно, османске снаге распоређене за дневни напад процењене су на 6.000 људи, две батерије и мали број коњице.
Османлије су се распоредиле у битку и већ у 9:00 и до 9:30 заузеле вис Петрото испред положаја грчког левог крила, док су други одреди прошли кроз Карадаг да покушају да заобиђу грчке положаје. Преостале османске колоне нису озбиљно испитивале грчке положаје. Око 10:00, када су се османске снаге приближиле грчким положајима са леве стране, избила је изненадна киша и олуја са градом, смањивши видљивост. Османлије су то искористиле да се још ближе приближе грчким линијама и успеле су да заузму неке грчке ровове. То је довело до кратке панике на грчком фронту, али су официри брзо успоставили ред. Како је невреме прошло после 10:30, борбе су настављене. Посебно су биле изложене грчке батерије, пошто је османска артиљерија имала већи домет и могла је некажњено пуцати на њих, па су били приморани да прекину ватру. Ипак, потпомогнута постепеним појачањима из 1. независног батаљона, грчка линија се држала од поновљених османских напада. Османски командант је такође дао 3,5 батаљона као појачање у напад, али безуспешно. Османска артиљеријска ватра је постала ређа после 18:30, а борбе су у потпуности завршене у 19:30. На крајњој грчкој левој страни, османски маневар заобилажења је заустављен захваљујући благовременој интервенцији две чете из 4. батаљона Евзоне код Ајвалија. Већ у 16:30 Хаки-паша је послао Едхем-паши захтеве за појачање бар једне бригаде или чак целе дивизије. Пошто би даље присуство Грка код Велестина могло да угрози бокове главне османске војске, Едхем је следећег дана наредио 3. пешадијској дивизији и резервној бригади да дођу у Велестино, али они нису стигли на време да одиграју било какву улогу у бици. Грчке снаге су задржале своје раније распореде, осим што су две чете 4. батаљона Евзоне биле повучене пошто је цео батаљон кренуо да заузме превој Ајвали да би обезбедио позадину мешовите бригаде из правца Фарсале.
Дана 6. маја ујутру, османски напад је настављен, настављајући са нападима грчке бочне леве стране са већим снагама него претходног дана, вршећи притисак и на остатку грчког фронта. Због повлачења чета Евзоне, крајњи леви бок Грчке остао је изложен. Упркос поновљеним захтевима команданта 7. батаљона, појачање није стигло, тако да су до поднева османске снаге пробиле и натерале грчку левицу на повлачење. Како османске снаге нису форсирале потеру, грчко повлачење није се изродило у колапс фронта.
Када је обавештен о овим дешавањима, пуковник Смоленскис је наредио 7. пуку да се задржи по сваку цену и послао две резервне чете да ојачају његову позицију, али су оне стигле прекасно. Истовремено, Смоленскис је телеграмом обавештен о поразу главне грчке војске у бици код Фарсале и њеном повлачењу у Домокос. У комбинацији са критичном ситуацијом са његове леве стране, око 15 часова Смоленскис је наредио да бригада почне да се повлачи, почевши од изложенијих јединица 8. пука у доњем делу терена. Иако је грчко повлачење било помало неуређено, Османлије нису искористиле ситуацију: када су заузели грчку леву страну, зауставили су се да се одморе, а још једна олуја која је избила око 16:30, која је помогла да покрије грчко повлачење. Грци су успели да прекину контакт са Османлијама и без проблема се повуку у Алмирос, док су се неке јединице десног бока повукле у Волос, где су их покупили бродови грчке флоте. Велестино су заузели Османлије 7. маја, где се Едхем-паша састао са европским конзулима из Волоса, који су му саопштили да су грчке снаге евакуисале град. Због тога је Едхем-паша послао само два батаљона да заузму град, док је 5. дивизија остала на ширем подручју Велестина.
Укупни губици у другој бици код Велестина износили су 59 погинулих и 361 рањених за Османлије и 73 погинулих и 306 рањених за Грке.

## Последице
Главна грчка војска се повукла у Домокос, где је почела да поставља утврђења. Појачања која су послата у команду Смоленскиса — 1. самостални батаљон, 4. батаљон Евзоне, растурене коњичке чете, пољска артиљерија — повучена су да ојачају одбрамбени положај тамо, док је 3. бригада остала у Алмиросу покривајући приобални пут. Османска 5. дивизија наставила је контакт са положајима грчке 3. бригаде 17. маја, али није дошло до сукоба осим кратког бомбардовања османских положаја од стране грчких ратних бродова. Истог дана, у бици код Домокоса, десни бок главне грчке војске је враћен назад. Без икаквих расположивих резерви, грчка војска је вероватно била опкољена, па је престолонаследник Константин одлучио да се поново повуче на југ. Као резултат тога, 3. бригада је добила наређење да се повуче у Ламију. Примирје је ступило на снагу следећег дана, које је окончано 3. јуна, чиме је рат окончан.
У низу грчких пораза, истакла се успешна десетодневна одбрана Велестина од стране Смоленскиса. Већ током битке, штампа је тражила да га унапреди у генерала и главнокомандујућег и упоредила је његов способан учинак током рата са општом неефикасношћу војног и политичког руководства. Дана 19. маја је добио унапређење на терену - генерал-мајор и постављен је за команду 1. пешадијске дивизије. Одликован је Орденом Искупитеља и доведен до статуса народног хероја. Већ 1897. године Атинска градска општина је дала његово име једној улици, а он је добио почасна држављанства из неколико грчких градова. Медаље и литографије са његовим портретом биле су веома тражене и истакнуто изложене неколико година након тога. Ова популарност је брзо искоришћена за почетак његове политичке каријере: Смоленскис је два пута биран за члана грчког парламента за Атику и префектуру Беотију, и два пута је био министар за војна питања, у кабинету Александра Заимиса 1897. и у кабинету Георгија Теотокиса 1903.